# Florin Mitroi (pictor)
Florin Mitroi (n. 3 decembrie 1938, Craiova – d. 8 aprilie 2002, București) a fost un artist vizual român. Cariera pedagogică pe care a urmat-o după absolvire a fost prodigioasă, Florin Mitroi fiind cadru didactic la Universitatea Națională de Arte din București între anii 1961 și 2002 (din 1992 a fost profesor și a condus grupe de pictură).

## Istoric
Florin Mitroi a studiat pictura la Institutul de Arte Plastice „Nicolae Grigorescu” din București cu profesorul Catul Bogdan în perioada 1955-1961. Începând cu anul 1961 a fost Asistent la Institutul de Arte Plastice „Nicolae Grigorescu” din București. Din 1968 a devenit Membru al Uniunii Artiștilor Plastici din România, iar mai târziu membru al Comisiei de acordare a premiilor U.A.P. pentru pictură. Între anii 1992-2002 Florin Mitroi a fost Profesor la Departamentul de Pictură în cadrul Facultății de Arte Plastice a Universității de Arte din București.

## Expoziții personale
- 1993 Galeria Catacomba, București
- 2003 Galeria H'Art, București
- 2008 Galeria „Sub Cărturești”, București
- 2008 Muzeul Brukenthal, Sibiu
- 2008 Galeria Matei Corvin, Cluj
- 2009 Galeria Matei Corvin, Cluj
- 2011 Galeria Johnen, Berlin, Germania

## Expoziții de grup în țară (selecție)
- 2002 „Marin Gherasim și invitații săi: Florin Mitroi și Darie Dup”, Centrul Cultural „Palatele Brâncovenești”, Mogoșoaia
- 2004 „Restituiri-Dezvăluiri”, Centrul Cultural „Palatele Brâncovenești”, Mogoșoaia
- 2005 „Portretul-Sine și oglindire”, Centrul Cultural „Palatele Brâncovenești”, Mogoșoaia
- 2005 „Depozit – aceasta nu este o expoziție”, Galeria MNAC, București
- 2007 „Bitzan, Maitec, Nicodim, Mitroi”, Muzeul Național de Artă Contemporană al României, București
- 2011 „Funeraria” expoziție cu lucrări din colecția MNAC, Galeria MNAC, București
- 2015 „Before & After the Cultural Revolution in Romania: 1971”, PostModernism Museum, București

## Expoziții de grup în străinătate
- 1972 Cagnes sur Mer, Franța
- 1973 Philadelphia, SUA
- 1973 Szczecin, Polonia
- 1975 ”Louis Paul Weiler”, Concurs și Expoziție Internațională, Franța
- 1977 Lisabona, Portugalia
- 1977 Kuopio, Finlanda
- 1978 Mannheim,Germania
- 1978 Muzeul din Picardia, Amiens, Franța
- 1980 ”Medusa d'Oro”, Concurs, Italia

## Premii și Distincții
- 1963 Bursa Theodor Aman
- 1978 Premiul pentru pictură acordat de Uniunea Artiștilor Plastici din România
- 1998 Premiul secțiunii „Spațiu Subiectiv” la Salonul Municipal, București

## Aprecieri
- Tim Ackermann: „Este greu de spus dacă Florin Mitroi s-a văzut el însuși ca artist politic. Oamenii care îl cunoșteau îl descriu ca liniștit, închis, retras în sine. În România anilor cincizeci tocmai existența privată era politică. Deoarece el ca pictor nu a vrut să fie un realist socialist și deoarece a refuzat să picteze tablouri propangandistice pentru stat, a fost șicanat de securitate. Mitroi a murit în 2002. S-ar fi dorit ca el să fi fost descoperit încă din timpul vieții. Miniretrospectiva pe care o arată Galeria Johnen m-a impresionat foarte mult. Mitroi, în exilul interior, a comprimat arta sa din ce în ce mai mult. Cu capetele lor pleșuve și ochii cu marginile umbrite, figurile lui par înrudite cu fețele măștilor lui Picasso. Lui Mitroi îi sunt suficiente puține trăsături de penel, pentru a conferi acestor figuri (fețe) o expresivitate enormă – o expresie din cele mai întunecate grote de catran ale sufletului. În câteva tablouri el lasă să plutească amenințător securi sau spade deasupra capetelor. Stilul grafic al lui Mitroi, tehnica în tempera învechită și aplicarea ocazională a foii de aur amintesc de pictura vechiului Bizanț. Sunt icoane pe care artistul le-a creat. Icoane ale celei mai adânci tristeți.”[1]
- „Florin Mitroi a pictat pe cei mai triști oameni din tot Bucureștiul și i-a ținut ascunși în atelierul său. Guri liniare, ochi ca văi adânci și tulburi, brațe care atârnă resemnate pe lângă propriul corp îngust – pe tablourile lui Florin Mitroi doar culorile singure luminos pastelate afirmă viața; restul este ură, ipocrizie și deznădejde. Picturile tragice, în dreapta „Portret roz“, au fost timp îndelungat necunoscute. Mitroi (1938 – 2002) a predat la Academia de Arte în București, dar operele sale le-a ținut mereu ascunse. Dacă venea un vizitator în atelier, lucrările erau chiar acoperite. În timpul vieții Florin Mitroi a avut o singură expoziție personală, acum opera lui poate fi văzută – în sfârșit – la Galeria Johnen din Berlin. Mergeți acolo, priviți și apoi acasă deschideți „Pe culmile disperării” a lui Emil M. Cioran.” [2]